# Hjuksebø-olyckan
Hjuksebø-olyckan (norska: Hjuksebø-ulykken) var en tågolycka som inträffade den 15 november 1950 klockan 10.50.33. Det var en av de värsta tågolyckorna i Norge. Ett nordgående expresståg från Kristiansand kolliderade med två godsvagnar mellan Holtsås och Hjuksebø stationer i dåvarande Sauherads kommun (nuvarande Midt-Telemarks kommun) i Telemark fylke.
Expresstågets manövervagn som gick längst norrut i tågsättet blev totalförstörd i olyckan. Det var totalt 20 passagerare i denna vagnen då kollisionen inträffade, och elva av passagerarna samt lokföraren omkom omedelbart. Åtta passagerare blev svårt skadade och två av dessa dog senare av skadorna. Det totala antalet omkomna efter olyckan var alltså 14 personer.